# Weingut Disibodenberg

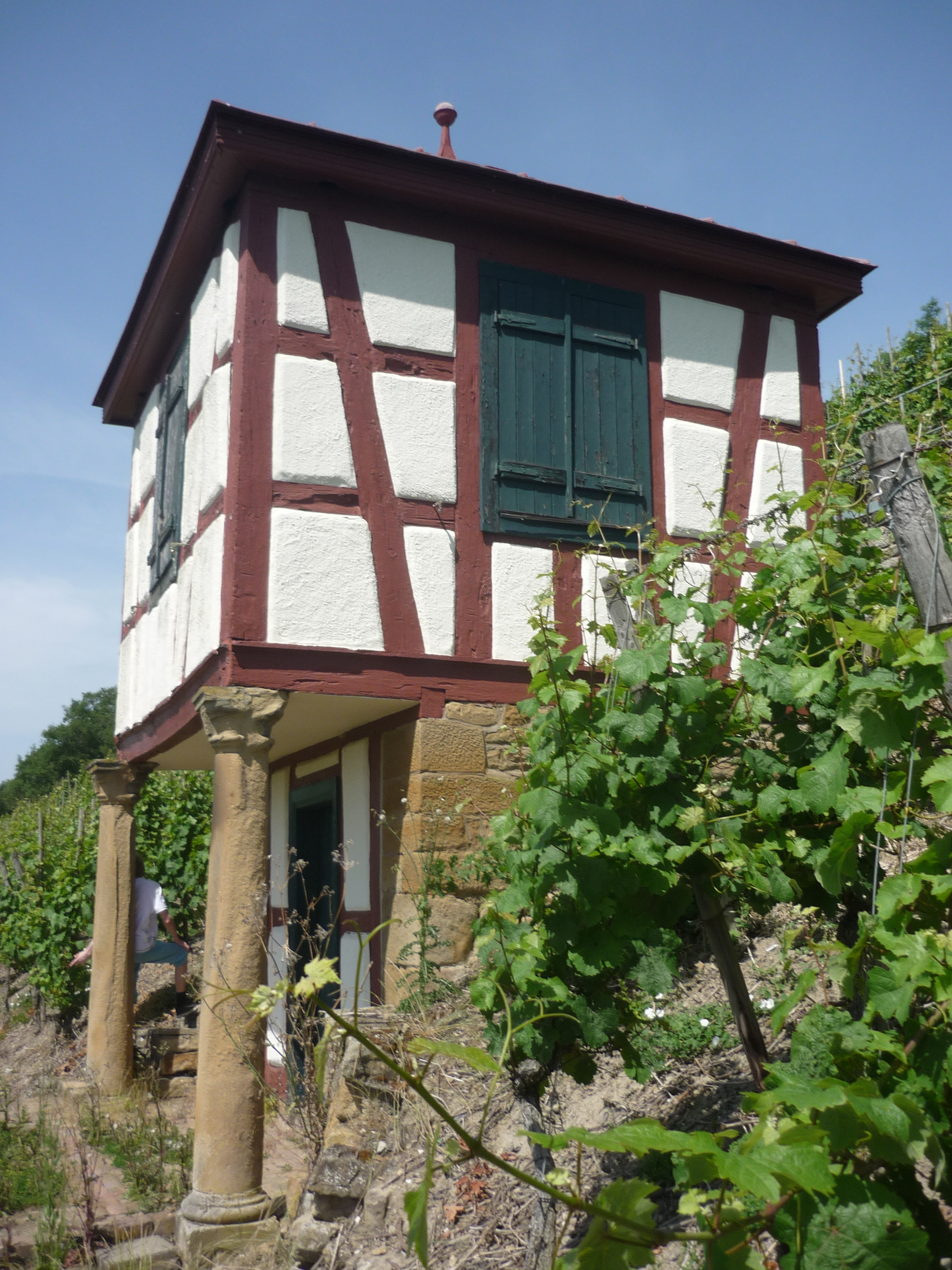
Weinbergshäuschen am Disibodenberg, 2014

Das Weingut Disibodenberg (bis März 2019: Weingut Klostermühle Odernheim) ist ein Weinbaubetrieb im Anbaugebiet Nahe in der Nähe der Mündung des Glans in die Nahe.

## Geschichte
Das Weingut Disibodenberg, in der Nähe von Odernheim gelegen, entstand im hohen Mittelalter als ein externer Wirtschaftshof des Klosters Disibodenberg an den Südhängen des gleichnamigen Berges. Das Zisterzienserkloster erlangte kulturgeschichtliche Bedeutung, weil die Mystikerin Hildegard von Bingen dort über dreißig Jahre lebte. Zudem haben Zisterziensermönche allgemein den Weinbau in Deutschland wesentlich geprägt, denn nach der Regel des Zisterzienserordens musste jedes Kloster einen eigenen Weinberg besitzen. Durch die Säkularisation des Klosters in der Reformationszeit gelangte die Mühle mit den Weinbergen in den Besitz der Herzöge von Pfalz-Zweibrücken. In der Nachbarschaft wurde vor einigen Jahren die älteste Weinrebe Deutschlands aus dem 16. Jahrhundert gefunden. Zum Weingut gehört ein denkmalgeschütztes Weinbergshaus aus dem Jahr 1811, bei dem mittelalterliche Spolien verwendet wurden.
Von Mitte des 18. Jahrhunderts bis 1992 wurde das Weingut durch die Odernheimer Familie Schmidt privat bewirtschaftet, die die Kellerei und den zugehörigen Weinbergbesitz seit Ende der 1960er Jahre erheblich erweiterte. Obwohl es an der Nahe damals noch unüblich war, konzentrierte man sich ab dieser Zeit auf Burgunderrebsorten, besonders den Spätburgunder (Pinot Noir). Noch heute befindet sich am Weinberg Montfort die älteste und größte Burgunderanbaulage der Nahe, die in den 1970er Jahren unter der Leitung von Fritz Ritter, dem Leiter des Instituts für Weinbau in Geisenheim, mit verschiedenen Spätburgunderklonen angelegt wurde.

## Gegenwart

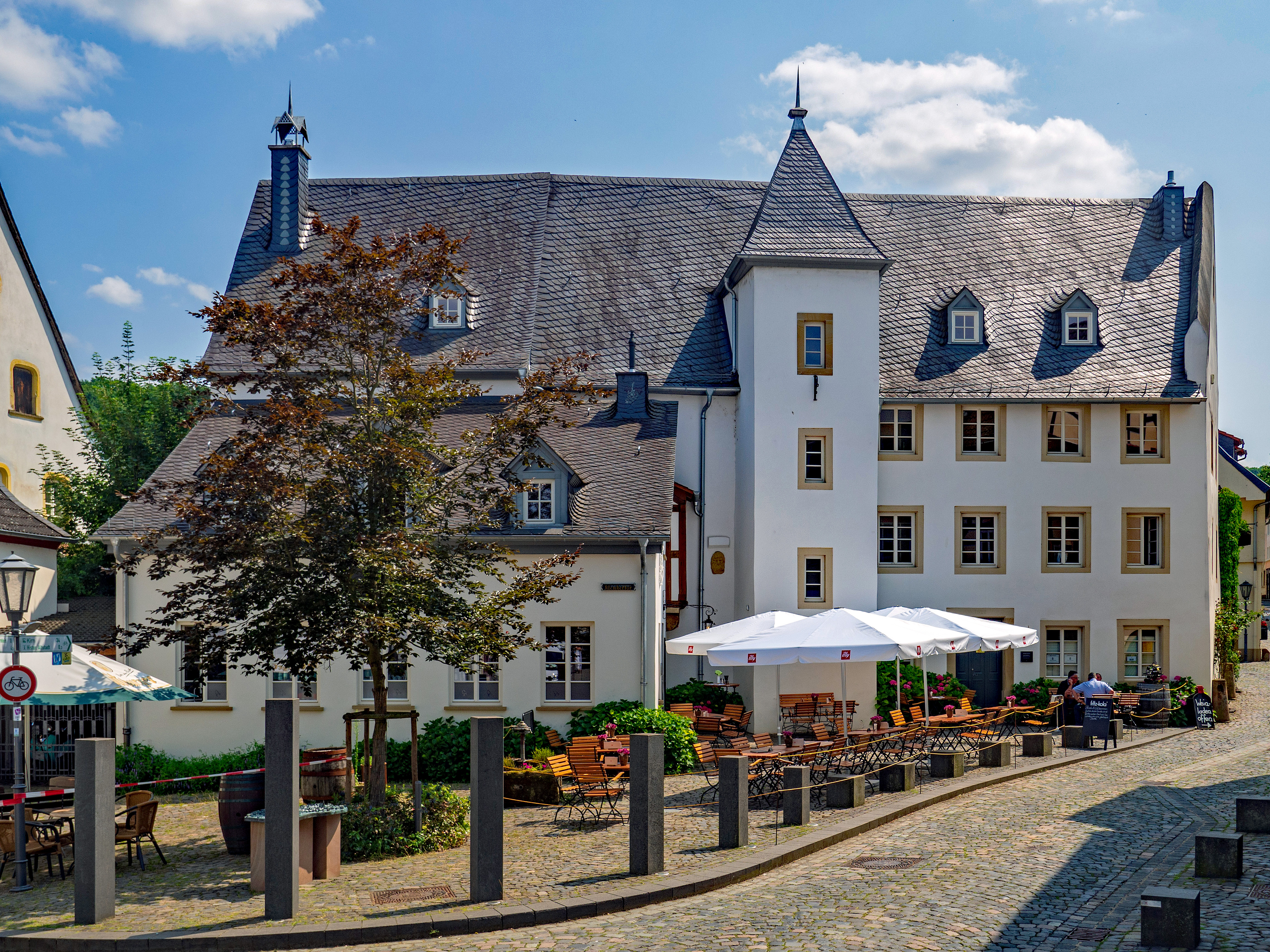
Boos von Waldeckscher Hof, 2021

Seit 1992 hat der aus Meisenheim am Glan gebürtige Berliner Rechtsanwalt Christian Held als persönlich haftender Gesellschafter die Geschäftsführung des Weinguts inne. 1997 übernahm der weitere Geschäftsführer Thomas Zenz die operative Leitung des Betriebes. Die bewirtschafteten Flächen wurden danach auf 13 Hektar verdoppelt und es wurde eine Sekterzeugung eingerichtet. Die Lagen des Weinguts sind Kloster Disibodenberg, Montfort und Kapellenberg. Die Draisinenstrecke auf der ehemaligen Glantalbahn führt direkt am Weingut Disibodenberg vorbei. Im Jahr 2018 wurden weitere umfangreiche Weinlagen am Disibodenberg von der Familie von Racknitz übernommen und damit die Gesamtanbaufläche auf rund 23 Hektar ausgeweitet. Als Folge der Erweiterung wurde im März 2019 eine Umbenennung in Weingut Disibodenberg vorgenommen. Außerdem erfolgte eine energie-effiziente Generalsanierung des Weingutsgebäudes, das aus den 1960er Jahren stammt.
Vor einigen Jahren wurde in der etwa zehn Kilometer südlich gelegenen Kleinstadt Meisenheim in einem Adelshof aus dem 15. Jahrhundert, der sich ursprünglich im Besitz der Familie Boos von Waldeck befand, der Weinvertrieb und die -verkostung sowie als eine Art Ableger des Weinguts die Boos von Waldecksche Hofbrennerei gegründet.

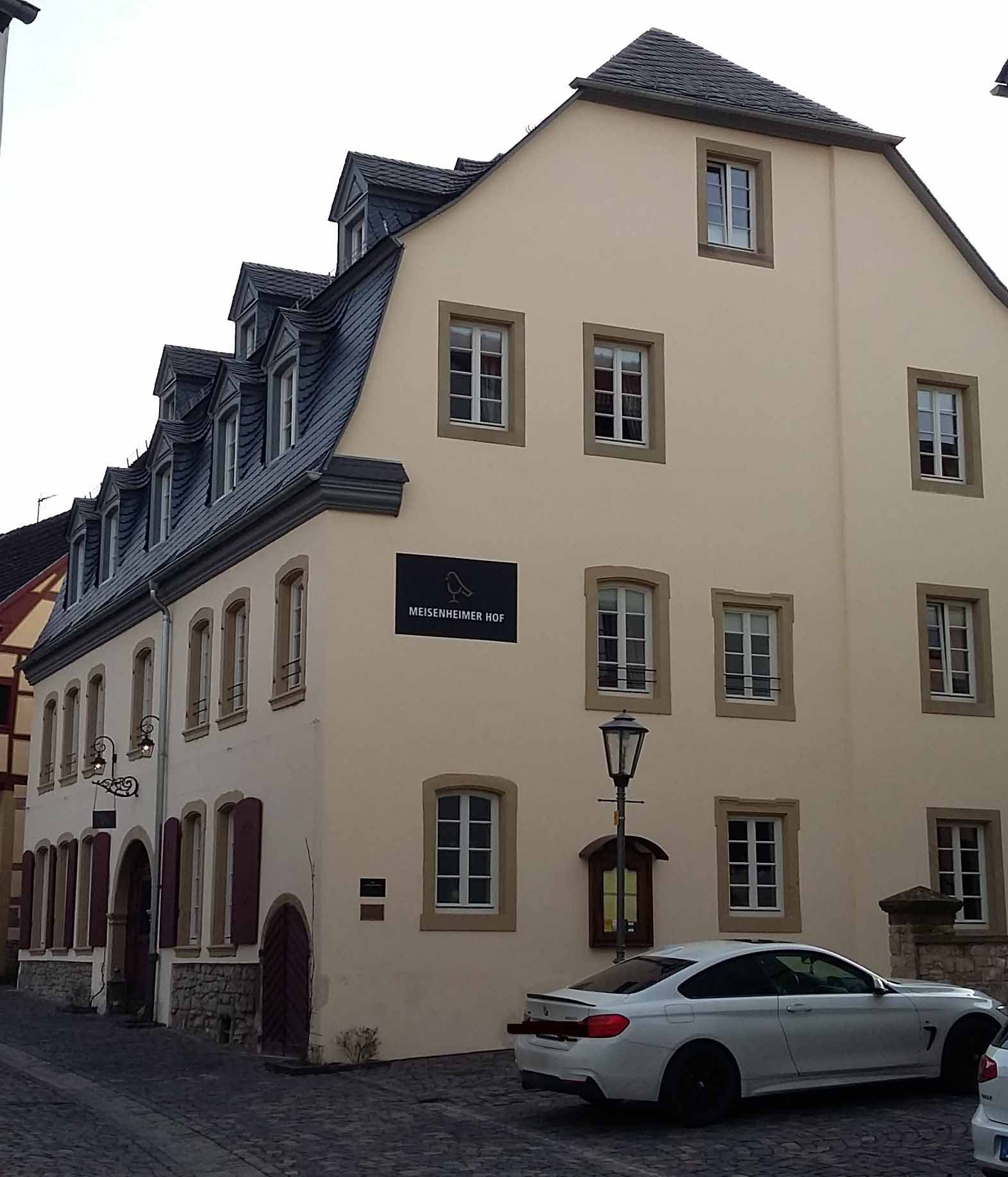
Meisenheimer Hof, 2017

In enger persönlicher und geschäftlicher Verbindung mit dem Weingut Disibodenberg steht außerdem das Weinhotel und Restaurant „Meisenheimer Hof“. Im Juni 2016 wurde als dessen Außenstelle in einem historischen Biedermeierhaus in der Marktgasse 5 in Meisenheim, das teilweise aus dem 17. und 18. Jahrhundert stammt, das „Kochhaus“ eröffnet.

## Auszeichnungen
Das Weingut wird  mit zwei Trauben im Gault-Millau-Weinführer geführt. Der 2009er Montfort Pinot Brut wurde 2012 von Stuart Pigott in der Frankfurter Allgemeinen Zeitung als Schaumwein des Jahres ausgezeichnet. Der 2009er Silvaner wurde von Pigott im Juli 2010 zum „Wein des Monats“ gekürt. Zudem belegte laut Falstaff der 2009er Spätburgunder Montfort »U. b. F.« („Unser bestes Fass“) des Weingutes in einem Regionalwettbewerb den ersten Platz. „Der Feinschmecker“ würdigte in seiner Jubiläumsausgabe (40 Jahre Feinschmecker, Oktober 2015) einen Sekt aus Odernheim als „prickelnden Helden“. Laut „Der Feinschmecker“ 12/2016 stammte der beste 2015er Weißburgunder vom Disibodenberg.